# Лопатін Ігор Костянтинович
І́гор Костянти́нович Лопа́тін (* 13 листопада 1923 — † 15 червня 2012 — ентомолог, зоогеограф, викладач, спеціаліст з вивчення родини жуків-листоїдів, автор численних монографій, підручників і статей. Доктор біологічних наук, професор. Лауреат Державної премії Білорусі, заслужений працівник народної освіти Білоруської РСР.

## Життєпис
Ігор Костянтинович Лопатін народився 13 листопада 1923 року у Полтаві. Його батько — Костянтин Васильович Лопатін (1896 р.н.) в 1920-1935 роках був лаборантом, з 1931 р. - доцентом кафедри хімії Полтавського педінституту; мати Анастасія Павлівна (1898 р.н.)  — із родини коваля.
Свою першу колекцію комах Ігор зібрав 12-річним підлітком. На нього величезний вплив мав учитель географії та біології, якого вчений із вдячністю згадував усе життя. Полтавського школяра представили місцевому ентомологу Д. О. Оглобліну, фахівцю з жуків-листоїдів.
«Несприятлива політична ситуація змусила сім'ю цу 1936 р. переїхати до м. Артемівськ» (Його батько був звільнений з роботи за підтримку свого вчителя - професора хімії Йосипа Власенка, якого репресували за належність до родини колишніх землевласників). В Артемівську (тепер - Бахмут)  Ігор закінчив школу і у 1939 році поступив до Харківського університету. Навчання перервала війна. Закінчував навчання він вже після вигнання  німецьких окупантів із  міста.
Спеціалізувався на кафедрі зоології, де ним опікувався знаний український ентомолог С. І. Медведєв. Під його керівництвом молодий полтавчанин підготував дипломну роботу про кормові рослини жуків-листоїдів і, захистивши її, закінчив університет (1946). «Я мав би, — згадував він через півстоліття, — за попереднім розподілом залишится у так званому „ЗООБІНі“ [зоолого-біологічному інституті], де сектором ентомології також завідував Сергій Іванович. Але цьому не судилося статися через незалежні від мене причини, і я почав свою самостійну роботу там, где її в 30-і роки полишив Сергій Іванович Медведєв (теж по незалежним від нього причинам)». Інакше кажучи, молодий ентомолог поїхав до заповідника Асканію-Нова, де колись працював його вчитель до того, як був заарештований і засуджений.
Сім місяців він працював молодшим науковим співробітником в асканійському Всесоюзному НДІ акліматизації і гібридизації тварин. Потім вчився в аспірантурі при Українському НДІ лісового господарства у секторі захисту лісу (1947—1948). І. Лопатін вивчав жуків степової фауни, і успіхи аспіранта високо оцінює професор В. Г. Аверін. Інтерес до посушливих регіонів лишився у І. Лопатіна на десятиліття.
Після закінчення аспірантури молодий ентомолог працює в Одеському університеті науковим співробітником анатомічного, а потім зоологічного музею. У 1950 році він захистив кандидатську дисертацію, присвячену листоїдам Південного Задніпров'я. У 1951—1952 навчальному році він за сумісництвом працював ще й старшим викладачем кафедри зоології. Кафедрою завідував І. І. Пузанов, відомий зоолог, автор класичного підручника з цієї дисципліни. З тієї пори зоогеографія стала важливим напрямом досліджень І. Лопатіна. Працюючи в Одесі, Лопатін вперше доповідав про свої дослідження на Всесоюзній науковій конференції, опублікував у «Працях» університету свою першу наукову роботу, описав перші в своєму житті нові для науки види.
1953 року він переїхав до Душанбе на посаду доцента кафедри зоології молодого місцевого  університету. Тут він викладав зоологію безхребетних, ентомологію, екологію тварин, зоогеографію і розгорнув широкі дослідження Таджикистану та прилеглих регіонів Середньої Азії. За зібраними матеріалами І. К. Лопатін підготував і захистив у Ленінграді докторську дисертацію (1965), невдовзі одержав звання професора (1966), обійняв посаду зав. кафедри, а згодом і декана біологічного факультету Таджицького університету.
В 1970 році І. К. Лопатін за запрошенням ректора Білоруського державного університету (БДУ) А. Н. Севченка переїхав до Мінська і до 1998 року очолював кафедру зоології . Він викладав зоологію безхребетних, ентомологію, зоогеографію, а також розроблені ним оригінальні курси «Функціональна зоологія» і «Основи зоологічної систематики». Він розгорнув комплексне вивчення лучних та лісових екосистеми, тваринного населення урбанізованих і заповідних територій, систематики певних груп комах.
15 червня 2012 року Ігор Костянтинович Лопатін помер.

## Наукова діяльність
Основні напрями наукової діяльності І. К. Лопатіна — фауністика і систематика жуків-листоїдів, зоогеографія; чимало статей присвячено загальним проблемам біології — біорізноманіттю, видоутворенню, впливу людини на екосистеми.
У Таджикистані І. Лопатін організував 12 експедицій, які, зокрема, охопили такі місцини:
- північні схили Туркестанського хребта і суміжні високогір'я Алайського і Зеравшанського хребтів (1963);
- Західний Памір (1964);
- Ферганська долина, Західний та Східний Памір (1965)
- Західні підніжжя Туркестанського та Зеравшанського хребтів (1966);
- Північний Таджикистан та Північний Киргизстан (1967);
- Пустеля Каракуми, нагір'я Карабіль, хребет Кугітанг у Туркменістані (1968);
- Курамінський хребет на межі Таджикистану та Киргизстану (1969).

В експедиціях брали участь студенти та ентомологи з Києва (В. Г. Долін), Харкова (В. О. Михайлов), Ленінграда, Москви, Єревана. Вивчення високогір'їв тривало 20 років і допомогло глибоко зрозуміти структуру, функціонування і походження високогірних екосистем.
Загалом він описав понад 700 нових для науки видів и 8 родів жуків-листоїдов. Одного з них він назвав на честь українського ентомолога В. Г. Доліна — Oreomela dolini. Праці І. К. Лопатіна є колосальним внеском у вивчення фауни Палеарктики та Індо-Малайської зоогеографічної області.
Він керував численними аспірантами (причому до 1988 року — і аспірантами Таджицького університету, хоча з 1970 року він вже працював у Мінську). І. К.& Лопатін підготував 20 кандидатів і декілька докторів наук. Його вихованці нині працюють в Білорусі, Росії, Таджикистані, Україні, Ізраїлі, Австралії, Польщі.

## Основні праці
Загалом у І. К. Лопатін вийшло друком близько 270 публікацій. Серед них численні статті у наукових журналах СРСР, Росії, Білорусі, Німеччини, Нідерландів, Угорщини, Чехії, Італії, Фінляндії, США, Швейцарії, Австрії, Ізраїлю, Об'єднаних Арабських Еміратів тощо. Повний перелік публікацій дивись на і. Значна кількість їх доступна для ознайомлення на і.

### Монографії
- Жуки-листоеды Центральной Азии и Казахстана (Coleoptera, Chrysomelidae): (Определители по фауне СССР, издав. Зоол. ин-том АН СССР. Т. 113). — Л.:Наука, 1977. — 268 с.
- Leaf Beetles (Chrysomelidae) of Central Asia and Kazakhstan // Oxonian Press, New Dehli-Calcutta, 1984, pp. 1-416.
- Жуки-листоеды Казахстана // «Наука» КазССР, Алма-Ата, 1986. — 199 с. [у співавторстві з К. З. Куленовою]
- Жуки-листоеды фауны Белоруссии и Прибалтики. Определитель. // — Мн.: Вышэйшая школа, 1986. — 131 с.
- Каталог жесткокрылых (Insecta, Coleoptera) Беларуси/ — Минск: Фонд фундаментальных исследований Республики Беларусь, 1996. 103 с. [У співавторстві з Александровичем О. Р., Писаненко А. Д., Цинкевич В. А., Снітко С. М.]
- Check list of leaf-beetles (Coleoptera, Chrysomelidae) of the Eastern Europe and Northern Asia. Olsztyn, Mantis, 2004. — 343 pp. [у співавторстві з O.R. Aleksandrovich, A.S.Konstantinov]
- Genus Cryptocephalus Geoofroy, 1762. Tribe Cryptocephalini. — In: Löbl I., Smetana A. (eds). Catalogue of Palaearctic Coleoptera, Vol. 6. Stenstrup: Apollo Books. 2010. pp. 580—616[У співавторстві з Schöller M., Löbl I.]
- Жуки-листоеды (Insecta, Coleoptera, Chrysomelidae) Центральной Азии. Минск: БГУ, 2010. — 512 с.
- Насекомые Беларуси: листоеды (Coleoptera, Chrysomelidae) (соавт.). Минск: Технопринт. 2005. 294 с.[У співавторстві з О. Л. Нестеровою]

### Підручники та навчальні посібники
- Зоогеография: Учеб. для ун-тов. // — 2 изд., перераб. и доп. — Мн.: Вышэйшая школа, 1989. — 318 с. [перевиданий в Росії, Словенії і Сербії].
- Общая зоология. — Мн.: Вышэйшая школа, 1983. — 256 с.
- Функциональная зоология. — Мн.: Вышэйшая школа, 2002. — 150 с.
- Основы зоологии и зоогеографии: учебник для университетов. — М.: Academia. 2001. 496 с. [У співавторстві з Г. М. Абдурахмановим, Ш. І. Ісмаіловим]
- Основы зоологической систематики: Учебное пособие для студентов биологических факультетов. — Мн.: БГУ, 2005. — 91 с.
- Систематика и словарь систематических групп по курсу «Зоология беспозвоночных животных»: пособие для студентов биол. факультетов. — Минск: БГУ, 2008. 87 с. [У співавторстві з К. С. Шалапенок, С. В. Буга, Ж. Є. Мелешко, О. І. Бородіним]
- Зоология беспозвоночных (соавт.): учебное пособие. Минск: БГУ, 2009. 247 с. [у співавторстві з Ж. Є. Мелешко]
- Основы зоологической систематики: учебное пособие для студентов биологически факультетов. — Минск: БГУ, 2013. 111 с.[У співавторстві з О. Л. Нестеровою]

## Організаційна діяльність
І. К. Лопатін входив до Постійного оргкомітету міжнародних симпозіумів з ентомофауни Центральної Європи. Багато років його обирали президентом Білоруського ентомологічного товариства. Він був членом президії Всесоюзного (а згодом Російського) ентомологічного товариства, до редакційних рад журналів «Энтомологическое обозрение» и «Вестник БГУ».
Він активно працював у спеціалізованих вчених радах Інституту зоології НАН Білорусі і Білоруського НДІ захисту рослин, у секції біології Білоруського фонду фундаментальних досліджень. Вчені ради різних міст залюбки запрошували його опонувати на захисті ентомологічних дисертацій, за що його жартома назвали «штатним опонентом». Його оцінювання праці пошукачів наукового ступеню було завжди доброзичливим, всебічним, зауваження — суттєвими й слушними, а виступи на захисті — нестандартними і яскравими.

## Нагороди і визнання
- Медаль «За доблесну працю»
- Медаль «Ветеран праці»
- Державна премія Білоруської РСР (1984) за підручник «Зоогеография»
- заслужений працівник народної освіти БРСР (1990)
- Заслужений працівник Білоруського державного університету
- Лауреат відзнаки БДУ — премії ім. А. Н. Севченко (1993)
- Медаль «Excellenti in Societiae Entomofaunistica» (присуджено за видатні заслуги у розвитку ентомофауністики Європи і вручено у Будапешті, 1991)
- почесний член Польського ентомологічного товариства;
- почесний член Європейського колеоптерологічного товариства
- почесний академік громадської російської Петровської академії наук і мистецтв(1994)

Для читання лекцій і опрацювання фондових ентомологічних колекцій І. К. Лопатіна запрошували у науково-дослідні та навчальні установи Болгарії, Югославії, Ізраїлю, США та інших країн.

## Пам'ять
На честь І. К. Лопатіна вченими різних країн названо 72 таксони комах з 21 родини. Серед цих таксонів — Bronislavia lopatini, жужелиця, описана в 1970 році українським ентомологом В. О. Михайловим.
У 2013 році 1-й випуск 9-го тому «Кавказского энтомологического бюллетеня» присвячений пам'яті І. К. Лопатіна